# 約翰·J·班瓦
約翰·約瑟夫·班瓦（英語：John Joseph Benoit；1951年12月27日—2016年12月26日），是美國的共和黨政治人物，前加利福尼亚州参议院與众议院議員。

## 生平
班瓦於伊利諾伊州坎卡基出生，曾在里弗赛德的聖母中學就讀。1974年，他在河濱社區學院獲得副學士學位；到1978年在加州州立大學洛杉磯分校取得理學士；1993年於加州州立大學聖貝納迪諾分校取得公共行政碩士。
自1986年在FBI學院畢業後，班瓦在法律界執業超過三十年，包括兩年於科羅納警察局和二十九年於加利福尼亚州公路巡警。1999年至2002年間，他當選為沙漠統一學校董事會成員。之後，他在2002年以共和黨黨籍當選為加利福尼亞州眾議院第六十四選區代表議員，直到2008年他轉戰参议院，並當選為第三十七選區議員。
2009年11月30日，他辭去州參議員職務，擔任河濱縣監事會成員，直到2016年12月26日因胰腺癌在百慕達沙丘的家中逝世。

## 外部連結
- 官方監事會網站 （页面存档备份，存于）
- 官方競選網站 （页面存档备份，存于）
- "Fastest Lane" Press-Enterprise profile (reg. req’d)

| 加利福尼亞州眾議院   | 加利福尼亞州眾議院                                       | 加利福尼亞州眾議院       |
| -------------------- | -------------------------------------------------------- | ------------------------ |
| 前任者： 羅德·帕切科 | 加利福尼亞州眾議院第六十四選區 眾議院議員 2002年－2008年 | 繼任者： 布萊恩·內思唐德 |
| 加利福尼亞州參議院   |                                                          |                          |
| 前任者： 吉姆·巴廷   | 加利福尼亞州參議院第三十七選區 參議院議員 2008年－2009年 | 繼任者： 比爾·埃默森     |